# Маріон (Північна Дакота)
Маріон (англ. Marion) — місто (англ. city) в США, в окрузі Ламур штату Північна Дакота. Населення — 125 осіб (2020).

## Географія
Маріон розташований за координатами 46°36′31″ пн. ш. 98°20′40″ зх. д. / 46.60861° пн. ш. 98.34444° зх. д. (46.608712, -98.344316).  За даними Бюро перепису населення США в 2010 році місто мало площу 2,60 км², з яких 2,17 км² — суходіл та 0,43 км² — водойми.

## Демографія
Згідно з переписом 2010 року, у місті мешкали 133 особи в 64 домогосподарствах у складі 36 родин. Густота населення становила 51 особа/км².  Було 81 помешкання (31/км²).
Расовий склад населення:
| - 98,5 % — білих |

До двох чи більше рас належало 1,5 %. Частка іспаномовних становила 0,0 % від усіх жителів.
За віковим діапазоном населення розподілялося таким чином: 15,0 % — особи молодші 18 років, 55,7 % — особи у віці 18—64 років, 29,3 % — особи у віці 65 років та старші. Медіана віку мешканця становила 50,3 року. На 100 осіб жіночої статі у місті припадало 104,6 чоловіків;  на 100 жінок у віці від 18 років та старших — 109,3 чоловіків також старших 18 років.
Середній дохід на одне домашнє господарство  становив 71 090 доларів США (медіана — 56 563), а середній дохід на одну сім'ю — 71 186 доларів (медіана — 63 500). Медіана доходів становила 48 750 доларів для чоловіків та 36 875 доларів для жінок. За межею бідності перебувало 7,9 % осіб, у тому числі 16,7 % дітей у віці до 18 років та 0,0 % осіб у віці 65 років та старших.
Цивільне працевлаштоване населення становило 78 осіб. Основні галузі зайнятості: освіта, охорона здоров'я та соціальна допомога — 23,1 %, сільське господарство, лісництво, риболовля — 17,9 %, транспорт — 15,4 %.